# 魯國鏞
魯國鏞（英語：Fred Kwok-Yung Lo，1947年10月19日—2016年12月16日），出生於中華民國南京市，美籍華人天文學家、中央研究院院士。

## 生平
1969及1974年自麻省理工學院物理系取得學士及博士學位。1974年成為加州理工學院電波天文研究員。1976年任加州大學柏克萊分校Miller基礎科學研究員。1978至1986年，重回加州理工學院任研究和教學職。1986年獲聘成為伊利諾大學香檳分校天文學教授，並於1995年至1997年擔任伊利諾大學香檳分校天文系主任。1997年受聘返臺擔任中央研究院天文所第三任籌備處主任(1997 - 2002年8月)並兼任國立臺灣大學物理系教授、美國國家電波天文臺臺長(2002-2012年)。知名的研究諸如：矮星系和星系間的氫原子氣體研究(Intergalactic Hydrogen Survey)、可測量星系中心黑洞質量的「繞核邁射」(Circumnuclear Maser)；利用一氧化碳做為媒介，以「毫米波干涉儀」(Millimeter Interferometry)探測銀河外星系之星際氫分子分布。
於魯國鏞任中研院天文所籌備處主任期間，臺灣與美國史密松天文臺合作興建了SMA次毫米波干涉陣列 （页面存档备份，存于），此天文儀器於2003年啟用時，是全世界第一座次毫米波干涉陣列，提供了在此波段最高的角解析力；於任內亦曾協助推動亞洲首座、唯一專門用於研究宇宙學的儀器建造計畫－－「李遠哲陣列望遠鏡計畫」(Yuan-Tseh Lee Array for Microwave Background Anisotropy, AMiBA)，協助推動研究太陽系、行星系起源之「中美掩星計畫」(Taiwan American Occultation Survey, TAOS)。
於其美國國家電波天文臺臺長任內，ALMA 阿塔卡瑪大型毫米及次毫米波陣列望遠鏡施工建造完成，開始科學試運轉。
2016年12月16日，在美國Charlottesville逝世。

## 研究
- 銀河中心研究
- 邁射源(maser sources)
- 毫米波干涉技術(millimeter interferometry)

## 外部連結
- "魯國鏞院士訪談, 物理雙月刊"廿二卷一期,2000年2月 第11頁
- 魯國鏞，美國國家電波天文臺訃聞 （页面存档备份，存于）
- 魯國鏞在中央研究院天文及天文物理研究所網頁 （页面存档备份，存于）
- 吳健雄科學營 第八屆 講座大師[永久]
- 解構銀河系的能量機器

| 前任： 袁旂 | 中研院天文所籌備處主任 1997年—2002年 | 繼任： 賀曾樸 |